# イタビア航空
イタビア航空（イタリア語: Aerolinee Itavia）は、1958年にローマで設立された航空会社。1960年代から1981年に運航停止になるまで、主要なイタリアの民間航空会社だった。1980年にイタビア航空870便がティレニア海に墜落し、ウスティカの悲劇として知られることとなった。

## 歴史

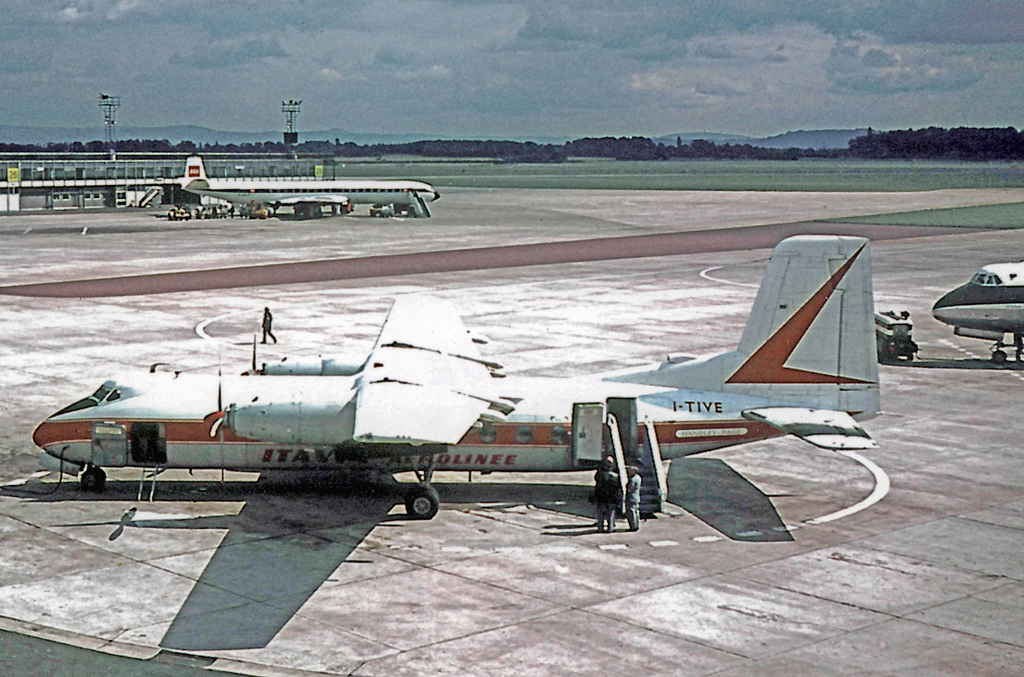
1966年にマンチェスター空港で撮られたハンドレページ ダートヘラルドターボプロップ機の写真

1958年にソチエタ・ディ・ナヴィガジオーネ・アエリア・イタビアとして運航開始し、一年後にデ・ハビランド DH.104 ダブとデ・ハビランド DH.114 ヘロンを使用し始めた。1961年に運航停止となったが、1962年にイタビア航空として再び運航開始した。1963年の夏からDH.114 ヘロンに替わってハンドレページ ダートヘラルドが使用され始め、1973年まで飛行を続けた。
1965年に再度、運航を停止。1969年にはフォッカー F28を使用して運航を再開した。1971年にはダグラス DC-9-15を使用し、DC-9のバージョンでは他にDC-9-21、DC-9-31、DC-9-33、DC-9-51が使用された。計14機のフォッカー F28と11機のDC-9を使用した。
最終的に1981年にイタビア航空の路線はアリタリア航空とアエロ・トラスポルティ・イタリアーニの子会社であるアエルメディティラーニャによって受け継がれた。

## 保有機材

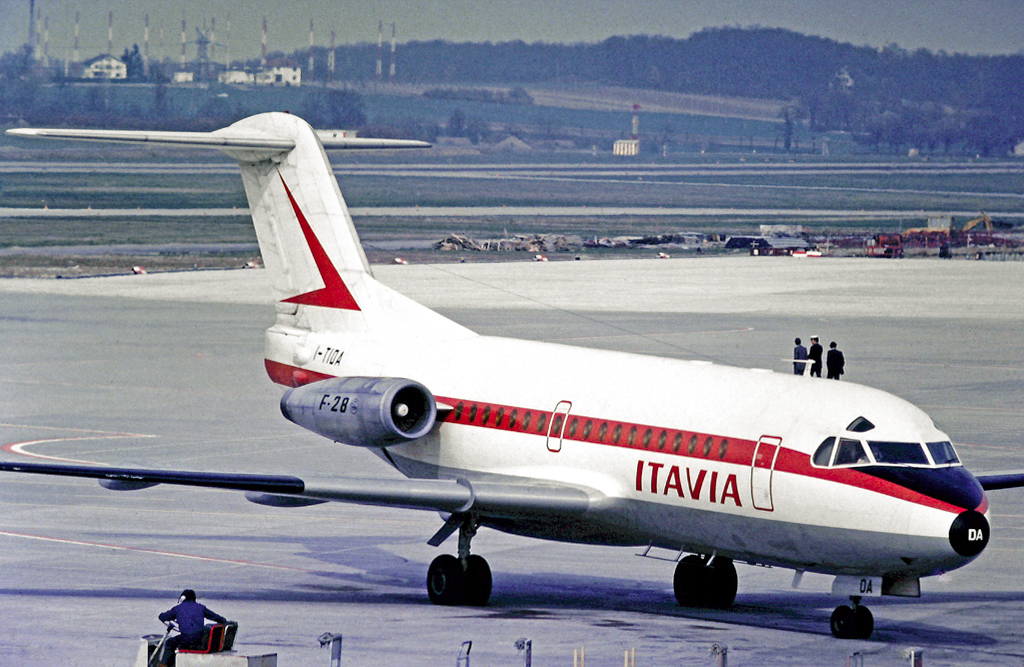
1974年にジュネーヴ空港で撮影されたイタビア航空のフォッカー F28

イタビア航空の保有機材
- セスナ 402
- デ・ハビランド DH.104 ダブ
- デ・ハビランド DH.114 ヘロン
- ダグラス DC-3
- マクドネル・ダグラス DC-9
- フォッカー F28
- ハンドレページ ダートヘラルド

## 事件・事故

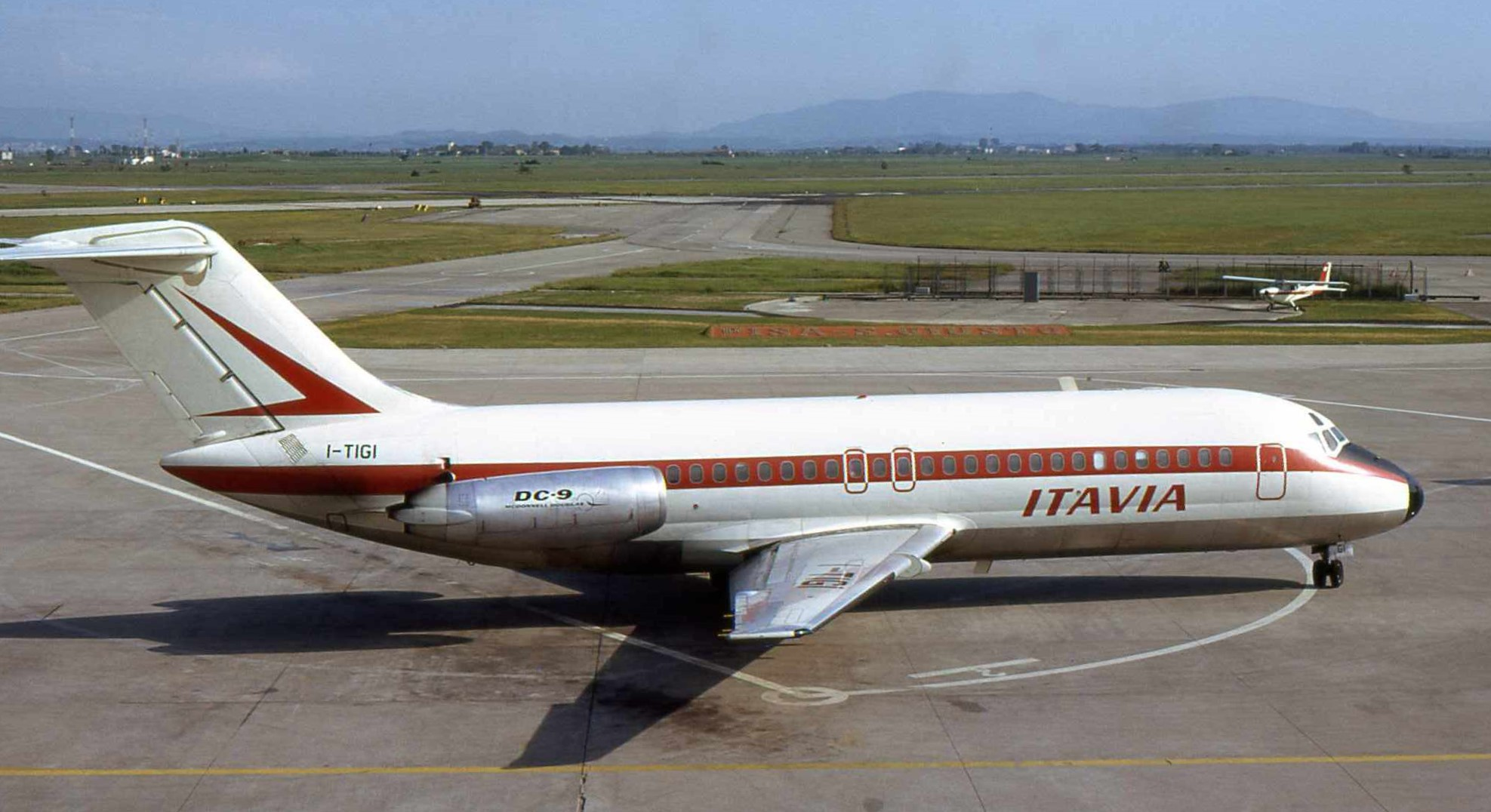
1973年6月にピサ空港で撮られたイタビア航空 DC-9の写真。イタビア航空870便墜落事故で墜落した機体。

- 1960年10月14日 ローマ発ジェノヴァ行きのデ・ハビランド DH.114 ヘロンがエルバ島に墜落。乗員乗客11名全員が死亡した。
- 1963年3月30日 ペスカーラ発ローマ行きのDC-3がイタリア ソーラ付近の山に墜落。乗員乗客8名全員が死亡した。
- 1973年1月1日 イタビア航空897便墜落事故 ボローニャ発トリノ行きのフォッカー F28がトリノ空港へのアプローチ中に墜落。乗員乗客42名のうち38名が死亡した。
- 1980年6月27日 イタビア航空870便事件 ボローニャ発パレルモ行きのマクドネル・ダグラス DC-9-15が化粧室に仕掛けられた爆弾または対空ミサイル攻撃による爆発によってティレニア海に墜落。乗員乗客81名全員が死亡した。この墜落はウスティカの悲劇として知られている。